# O'Funk'Illo
O'Funk'illo, également stylisé O'funk'illo, est un groupe de funk rock espagnol, originaire de Séville, en Andalousie. Son nom vient d'un mélange entre l'expression andalouse ojú killo et le funk, style musical principal du groupe. Outre le funk, O'Funk'Illo reprend des éléments d'autres genres comme le heavy metal, le flamenco et le reggae.

## Biographie

### Débuts
Les débuts de O'Funk'illo remontent à l'année 1997, alors qu'ils avait adopté le nom de Motherfunkers, et jouaient principalement des reprises. Le groupe décide de commencer à composer avec le nom de O'funk'illo. Au fil du temps, le groupe consolide son succès, formant une partie de la tête d'affiche de plusieurs festivals importants, tels que le Viña Rock et l'Espárrago Rock, ainsi qu'une multitude de concerts en solo à travers l'Espagne.
Leur album, No te cabe na, sorti en 2005, est très bien accueilli par le public et les médias, obtenant le prix du « meilleur album d'un groupe de rock alternatif » aux Music Awards 2006, qui est repris par Andreas Lutz, leader du groupe.
Les fans du groupe se surnomment funkáticos, la relation entre le groupe et ses fans étant toujours très proche, créant une communauté qui les suit tout au long des tournées. En plus de produire ses deux derniers albums, O'Funk'illo devient producteur et promoteur du groupe Las Niñas, dont les membres Aurora Power, ex-épouse d'Andreas Lutz, et Vicky G. Luna, chantaient pour O'funk'illo dans le premier album.
Finalement, le groupe se sépare en février 2006. Pepe Bao et Andreas Lutz étant copropriétaires des droits d'image du groupe, le nom de O'Funk'illo ne peut plus être utilisé et le groupe est officiellement dissous. Cependant, le reste des membres décide de continuer à tourner sous le nom de P'al Keli: tributo a O'Funk'illo. Ils visitent toute l'Espagne entre 2006 et 2008, avec Athanai au chant, puis Manuel Angel Mart de Estirpe, sans sortir d'album.

### Retour
O'Funk'illo se reforme en 2010 pour célébrer le dixième anniversaire de la sortie de son premier album. La même année, ils jouent avec Delorean et Def Con Dos au festival Ikultur. En 2011, ils éditent Golfa Session, mais Javi Lynch Marssiano quitte du groupe lors de la tournée de présentation pour former AtomicA, un nouveau projet où le guitariste laissera libre cours à sa passion pour le rock expérimental et progressif. O'Funk'illo signe à Rafa Kas pour continuer la tournée Golfa Session, et AtomicA enregistre en même temps son premier album.
En 2014, ils annoncent un nouvel album, intitulé 5mentario, qui sortira en novembre, au label Rock Estatal Records,.

## Membres

### Membres actuels
- Andreas Lutz - chant (1997-2006, depuis 2010)
- Pepe Bao - basse (1997-2006, depuis 2010)
- Javi Lynch Marssiano - guitare (1997-2006, depuis 2010)

### Anciens membres
- Joaquín Migallón - batterie (1997-2006) (2010-2011)
- Rafa Kas - guitare (2011-2014)

## Discographie
2018 : 20 años & 30 amigos
2020 : O'Funkillo'Therapia